# Viêm não màng não
Viêm não màng não / Meningoencephalitis (/mɪˌnɪŋɡoʊɛnˌsɛfəˈlaɪtɪs, -ˌnɪndʒoʊ-, -ən-, -ˌkɛ-/;   từ tiếng Hy Lạp μῆνιγξ meninx, "màng", ἐγκέφαλος, enképhalos "não", và hậu tố -itis, "viêm"), hay còn gọi là herpes viêm màng não, là một tình trạng bệnh đồng thời giống cả viêm màng não, vốn là một nhiễm trùng hoặc viêm vùng màng não, và viêm não, vốn là một bệnh nhiễm trùng hoặc viêm của não.

## Dấu hiệu và triệu chứng
Các dấu hiệu của viêm não màng não bao gồm hành vi bất thường, thay đổi tính cách và các vấn đề về suy nghĩ.
Các triệu chứng có thể bao gồm đau đầu, sốt, đau khi cử động cổ, nhạy cảm với ánh sáng và co giật.

## Nguyên nhân
Các sinh vật gây bệnh bao gồm động vật nguyên sinh, mầm bệnh virus và vi khuẩn.
Các loại cụ thể bao gồm:

### Vi khuẩn
Bác sĩ thú y đã quan sát thấy viêm não màng não ở động vật bị nhiễm listeriosis, gây ra bởi vi khuẩn gây bệnh L. monocytogenes. Viêm màng não và viêm não đã có trong não hoặc tủy sống của động vật có thể hình thành đồng thời thành viêm não màng não. Vi khuẩn thường nhắm vào các cấu trúc nhạy cảm của thân não. Viêm màng não do vi khuẩn L. monocytogenes đã được ghi nhận là làm tăng đáng kể số lượng cytokine, như IL-1β, IL-12, IL-15, dẫn đến tác dụng độc hại trên não.
Viêm não màng não có thể là một trong những biến chứng nặng của các bệnh bắt nguồn từ một số loài Rickettsia, chẳng hạn như Rickettsia rickettsii (tác nhân của sốt ban Rocky Mountain (RMSF)), Rickettsia conorii và Rickettsia africae. Nó có thể gây suy yếu các dây thần kinh sọ, tê liệt mắt và mất thính lực đột ngột. Viêm não màng não là một biểu hiện hiếm gặp ở giai đoạn cuối của bệnh rickset do ve gây ra, chẳng hạn như RMSF và Human monocytotropic ehrlichiosis (HME), gây ra bởi Ehrlichia chaffeensis (một loài vi khuẩn rickettsiales).
- Viêm phổi do Mycoplasma
- Bệnh lao
- Borrelia (bệnh Lyme)
- Bệnh xoắn khuẩn vàng da